# Jean Baptiste Henri Joseph Desmazières
Jean Baptiste Henri Joseph Desmazières, także John Baptiste Henri Joseph Desmazières (ur. 10 lipca 1786, zm. 23 czerwca 1862) – francuski botanik i mykolog.

## Życiorys
Urodził się w Lille. Jego ojciec był bogatym kupcem. J. Desmazières od dzieciństwa interesował się przyrodą i został botanikiem – samoukiem. Stworzył dużą kolekcję zielników. W 1813 r. ożenił się z kobietą, która dzieliła z nim jego przyrodnicze zainteresowania i pomagała mu w pracy naukowej. Był redaktorem czasopism naukowych Annales des sciences naturelles i Bulletin of the Lille Science Society. Mieszkał w Lille, potem w swoim domu w Lambersart. Wspierał finansowo organizacje i przedsięwzięcia charytatywne w swojej okolicy. Zmarł w Lambersart w wieku 66 lat.

## Praca naukowa
Zadebiutował w 1912 r. pracą Agrostographie des départemens du nord de France. W 1823 r. opisał plechowce Flandrii, Brabancji i Hainaut w pracy Catalog des planta omises dans la botanographie belgique et dans les flores du Nord de France i od tego czasu zajął się wyłącznie plechowcami. W 1825 opublikował florę plechowców Północnej Francji Plantes cryptogames du Nord de France, w której opisał około 3 tysiące ich gatunków. Praca ta była tak znacząca, że w jej rozwijaniu wzięło udział wielu ówczesnych francuskich botaników. Rezultatem tego były 3 serie nowych, rozszerzonych dzieł, które opublikowano w 1853 r. J. Desmazières opublikował jeszcze inne prace, m.in. Badania mikroskopowe i fizjologiczne na rodzaju Mycoderma.
Opisał również nowe gatunki grzybów. Przy ich nazwach naukowych umieszcza się skrót jego nazwiska Desm.